# Wanda Ventham
Wanda Ventham, född 5 augusti 1935 i Brighton, East Sussex, är en brittisk skådespelerska.

## Rollista i urval
- 1964 – Nu tar vi Cleopatra
- 1964, 1966 – Helgonet (TV-serie)
- 1965 – The Big Job
- 1967, 1977, 1987 – Doctor Who (TV-serie)
- 1968 – Nu tar vi vicekungen i Khyberdalen
- 1970–1971 – Familjen Ashton (TV-serie)
- 1976 – Hem till gården (TV-serie)
- 1980 – The Two Ronnies (TV-serie)
- 1989–1992 – Only Fools and Horses (TV-serie)
- 1997 – Hopplösa typer (TV-serie)
- 2001 – Coupling (TV-serie)
- 2005 – Morden i Midsomer (TV-serie)
- 2014–2017 – Sherlock (TV-serie)
- 2016 – Absolutely Fabulous: The Movie
- 2018 – Holby City (TV-serie)
- 2020 – Penance (TV-serie)